# 妖女乱舞 〜汚された聖域〜
『妖女乱舞 〜汚された聖域〜』（ようじょらんぶ 〜よごされたせいいき〜）は、1996年7月19日にZONEより発売された18禁アダルトゲーム。ZONEのデビュー作である。1997年に第2作目の『妖女乱舞2』も発売されており、ストーリーや登場人物など異なる。

## ストーリー
シド大陸の平和と繁栄を支えた5王朝（東都・風帝イスタリア、南朝・火帝サウロ、西摂・地帝ヴェラィド、北宮・水帝ノストアルセア）が未曽有の危機を迎える。聖なる力を大地に贈るため、神聖な儀式「星辰」を執り行なえる。5王朝のお姫様が集い、水晶柱に閉じ込められ、5王朝の首都を集う帝陵・ガイアの星廟・アストラルヴェートに送られる。主人公は王家への復讐を誓い、5人の王女を幽閉する恐怖の迷宮の奧深くへ探りに行った。

## 登場人物
レセシブ（名前設定可）
主人公。
ノーティ　　　

ジェナ　　　

シャラ　　　

テティス　　　

ラスティル　　　

アラベル　　　

## スタッフ
- 原画 - AM-DVL
- シナリオ - 増田部苔丸（長崎屋某）

## 関連作品
- 妖女乱舞2
- AVARON